# Onze-Lieve-Vrouwekapel (Sint-Katelijne-Waver)

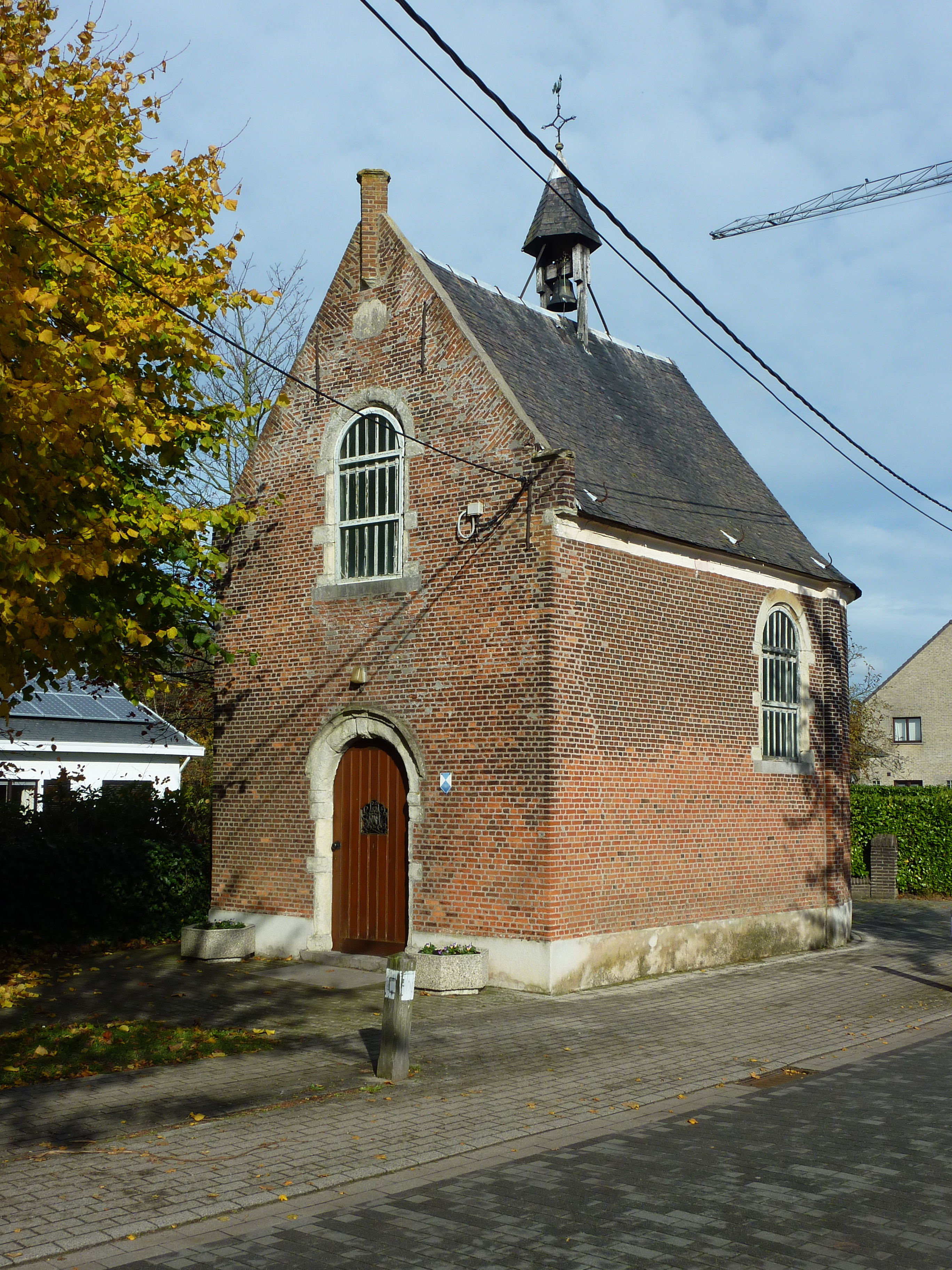
Onze-Lieve-Vrouwekapel

De Onze-Lieve-Vrouwekapel (ook: Onze-Lieve-Vrouw ter Koortskapel of Onze-Lieve-Vrouw Bezoekingkapel of Drieraderskapel) is een kapel in de tot de Antwerpse gemeente Sint-Katelijne-Waver behorende wijk Pasbrug-Nieuwendijk, gelegen aan de Berkelei.

## Geschiedenis
Naar verluidt werd hier in 1739 een Mariabeeldje gevonden dat aan een boom was bevestigd. Men zou toen voor dat beeld een houten kapelletje hebben gebouwd. In 1749 werd dit vervangen door een stenen kapel.
Tijdens de Franse revolutie werd de kapel ontwijd en gebruikt als schuur, het meubilair werd tijdelijk in het nabijgelegen Hof van Borgerstein ondergebracht. In 1957 werd de kapel gerestaureerd.

## Gebouw
Het betreft een georiënteerde kapel met halfronde apsis. Op het zadeldak bevindt zich een dakruiter met een klokje van 1750. Voor de deur van de kapel vindt men de grafsteen van Hendrik Wellens, schenker van de kapel, gestorven in 1776.

## Interieur
Het interieur wordt overkluisd door een tongewelf. De kapel bezit een 18e-eeuws barokaltaar en het altaarstuk: de geboorte van Christus.